# آوانتی ایر
آوانتی ایر (به انگلیسی: Avanti Air) یک شرکت هواپیمایی است که در تاریخ ۱۹۹۴ میلادی تأسیس شده است.
دفتر مرکزی آوانتی ایر در بورباخ، آلمان واقع شده‌است و قطب این شرکت هواپیمایی در فرودگاه سیگرلند قرار دارد.